# Копа Америка 2007.
Копа Америка 2007.  је било четрдесет друго издање овог такмичења, КОНМЕБОЛ такмичење Јужноамеричких репрезентација. Првенство се одржало у Венецуели, од 26. јуна до 15. јула 2007. године. Такмичење је такође познато као „2007 Copa América” или „2007 Copa América Venezuela”. Такмичење је организовао КОНМЕБОЛ, фудбалско управно тело Јужне Америке, и одржано је између 26. јуна и 15. јула у Венецуели, која је по први пут била домаћин турнира.
Јужноамерички куп је освојио Бразил (који је био бранилац титуле), који је у финалу победио Аргентину 3:0. Мексико је заузео треће место победивши Уругвај са 3:1 у мечу за треће место. Бразил је тако стекао право да представља КОНМЕБОЛ  на Купу конфедерација ФИФА 2009.

## Учесници
На првенству Јужне Америке 2007. учествовало дванаест репрезентација. Десет чланова КОНМЕБОЛа: Аргентина, Боливија, Перу, Бразил, Колумбија, Еквадор, Парагвај, Уругвај, Чиле и Венецуела, И два члана КОНКАКАФа: Мексико и САД.
КОНМЕБОЛ је позвао Мексико и Сједињене Државе, два највише рангирана тима КОНКАКАФ-а на Светској ранг листи ФИФА. Као и на сваком турниру од 1993, Мексико је прихватио позив без резервације. С друге стране, Сједињене Државе су одбиле позив због сукоба са МЛСом у фудбалској сезоном 2007. КОНМЕБОЛ је из тог разлога позвао Костарику, трећи најбоље пласирани тим КОНКАКАФ-а на ФИФА-иној ранг листи. На крају су Сједињене Државе ипак прихватиле позив.
Тимови учесници били су подељени у три групе по четири репрезентације. Првопласирани, као и другопласирани из свих група пласирали су се у четвртфинале, као и два најбоља трећепласирана тима из сваке групе. Тим из једне групе играо је против свих осталих тимова из исте групе.
1.  Аргентина

2.  Бразил

3.  Боливија

4.  Венецуела

5.  Еквадор

6.  Колумбија

7.  Парагвај

8.  Перу

9.  Уругвај

10.  Чиле

11.  Мексико

12.  Сједињене Државе

## Градови домаћини и стадиони
Девет градова и девет стадиона су угостили репрезентације учеснице Јужноамеричког купа 2007. године.
| Матурин                     | Баркисимето                                                                               | Мерида                                                                                    | Сијудад Гвајана                                                                           |
| --------------------------- | ----------------------------------------------------------------------------------------- | ----------------------------------------------------------------------------------------- | ----------------------------------------------------------------------------------------- |
| Стадион Монументал          | Стадион Метрополитано                                                                     | Стадион Метрополитано                                                                     | Стадион Полидепортиво                                                                     |
| Капацитет: 52.000           | Капацитет: 42.000                                                                         | Капацитет: 42.000                                                                         | Капацитет: 41.600                                                                         |
|                             |                                                                                           |                                                                                           |                                                                                           |
| Маракаибо                   | БаринасБаркисиметоКаракасМаракаибоМатуринМеридаПуерто ла КрузСијудад ГвајанаСан Кристобал | БаринасБаркисиметоКаракасМаракаибоМатуринМеридаПуерто ла КрузСијудад ГвајанаСан Кристобал | БаринасБаркисиметоКаракасМаракаибоМатуринМеридаПуерто ла КрузСијудад ГвајанаСан Кристобал |
| Стадион Хосе Паченчо Ромеро | БаринасБаркисиметоКаракасМаракаибоМатуринМеридаПуерто ла КрузСијудад ГвајанаСан Кристобал | БаринасБаркисиметоКаракасМаракаибоМатуринМеридаПуерто ла КрузСијудад ГвајанаСан Кристобал | БаринасБаркисиметоКаракасМаракаибоМатуринМеридаПуерто ла КрузСијудад ГвајанаСан Кристобал |
| Капацитет: 40.000           | БаринасБаркисиметоКаракасМаракаибоМатуринМеридаПуерто ла КрузСијудад ГвајанаСан Кристобал | БаринасБаркисиметоКаракасМаракаибоМатуринМеридаПуерто ла КрузСијудад ГвајанаСан Кристобал | БаринасБаркисиметоКаракасМаракаибоМатуринМеридаПуерто ла КрузСијудад ГвајанаСан Кристобал |
|                             | БаринасБаркисиметоКаракасМаракаибоМатуринМеридаПуерто ла КрузСијудад ГвајанаСан Кристобал | БаринасБаркисиметоКаракасМаракаибоМатуринМеридаПуерто ла КрузСијудад ГвајанаСан Кристобал | БаринасБаркисиметоКаракасМаракаибоМатуринМеридаПуерто ла КрузСијудад ГвајанаСан Кристобал |
| Сан Кристобал               | Пуерто ла Круз                                                                            | Баринас                                                                                   | Каракас                                                                                   |
| Стадион Полидепортиво       | Стадион Олимпико                                                                          | Стадион Агустин Товар                                                                     | Стадион Олимпико                                                                          |
| Капацитет: 40.000           | Капацитет: 38.000                                                                         | Капацитет: 27.500                                                                         | Капацитет: 24.900                                                                         |
|                             |                                                                                           |                                                                                           |                                                                                           |

## Први круг − групна фаза
Тимови су били подељени у три групе по четири тима. Сваки тим је играо по једну утакмицу против сваког другог тима у истој групи. Два бода су додељивана за победу, један бод за реми и нула  поена за пораз. Првопласирани и другопласирани тимови у свакој групи су пролазили у четвртфинале. Два најбоља трећепласирана тима такође су се пласирала у четвртфинале.
- У случају нерешених резултата
  - Ако тимови заврше са изједначеним поенима, користе се следећи тај-брејкови:

  1. већа гол -разлика у свим утакмицама у групи;
  2. већи број постигнутих голова у свим групним утакмицама;
  3. победник у међусобној утакмици између дотичних тимова;
  4. жреб

### Група А
| Репрезентација | И | Д | Н | И | ДГ | ПГ | ГР | Бод. |
| -------------- | - | - | - | - | -- | -- | -- | ---- |
| Венецуела      | 3 | 1 | 2 | 0 | 4  | 2  | +2 | 5    |
| Перу           | 3 | 1 | 1 | 1 | 5  | 4  | +1 | 4    |
| Уругвај        | 3 | 1 | 1 | 1 | 1  | 3  | −2 | 4    |
| Боливија       | 3 | 0 | 2 | 1 | 4  | 5  | −1 | 2    |

### Утакмице
| Уругвај | 0:3        | Перу                                  |
| ------- | ---------- | ------------------------------------- |
|         | (Извештај) | Виљалта 27’ · Марињо 70’ · Гереро 88’ |

| Венецуела                | 2:2        | Боливија              |
| ------------------------ | ---------- | --------------------- |
| Малдонадо 20’ · Паез 55’ | (Извештај) | Морено 38’ · Арсе 84’ |

| Боливија | 0:1        | Уругвај    |
| -------- | ---------- | ---------- |
|          | (Извештај) | Санчез 58’ |

| Венецуела                  | 2:0        | Перу |
| -------------------------- | ---------- | ---- |
| Сичеро 48’ · Арисменди 79’ | (Извештај) |      |

| Перу            | 2:2        | Боливија                |
| --------------- | ---------- | ----------------------- |
| Пизаро 34’, 85’ | (Извештај) | Морено 24’ · Кампос 45’ |

| Венецуела | 0:0        | Уругвај |
| --------- | ---------- | ------- |
|           | (Извештај) |         |

### Група Б
| Репрезентација | И | Д | Н | И | ДГ | ПГ | ГР | Бод. |
| -------------- | - | - | - | - | -- | -- | -- | ---- |
| Мексико        | 3 | 2 | 1 | 0 | 4  | 1  | +3 | 7    |
| Бразил         | 3 | 2 | 0 | 1 | 4  | 2  | +2 | 6    |
| Чиле           | 3 | 1 | 1 | 1 | 3  | 5  | −2 | 4    |
| Еквадор        | 3 | 0 | 0 | 3 | 3  | 6  | −3 | 0    |

### Утакмице
| Еквадор                     | 2:3        | Чиле                           |
| --------------------------- | ---------- | ------------------------------ |
| Валенсија 16’ · Бенитрз 23’ | (Извештај) | Суазо 20’, 80’ · Виљануева 86’ |

| Бразил | 0:2        | Мексико                   |
| ------ | ---------- | ------------------------- |
|        | (Извештај) | Кастиљо 23’ · Моралес 28’ |

| Бразил                      | 3:0        | Чиле |
| --------------------------- | ---------- | ---- |
| Робињо 36’ (пен.), 84’, 87’ | (Извештај) |      |

| Мексико                 | 2:1        | Еквадор    |
| ----------------------- | ---------- | ---------- |
| Кастиљо 21’ · Браво 79’ | (Извештај) | Мендез 84’ |

| Мексико | 0:0        | Чиле |
| ------- | ---------- | ---- |
|         | (Извештај) |      |

| Бразил            | 1:0        | Еквадор |
| ----------------- | ---------- | ------- |
| Робињо 56’ (пен.) | (Извештај) |         |

### Група Ц
| Репрезентација   | И | Д | Н | И | ДГ | ПГ | ГР | Бод. |
| ---------------- | - | - | - | - | -- | -- | -- | ---- |
| Аргентина        | 3 | 3 | 0 | 0 | 9  | 3  | +6 | 9    |
| Парагвај         | 3 | 2 | 0 | 1 | 8  | 2  | +6 | 6    |
| Колумбија        | 3 | 1 | 0 | 2 | 3  | 9  | −6 | 3    |
| Сједињене Државе | 3 | 0 | 0 | 3 | 2  | 8  | −6 | 0    |

### Утакмице
| Парагвај                                    | 5:0        | Колумбија |
| ------------------------------------------- | ---------- | --------- |
| Санта Круз 30’, 46’, 80’ · Кабањас 84’, 88’ | (Извештај) |           |

| Аргентина                               | 4:1        | Сједињене Државе |
| --------------------------------------- | ---------- | ---------------- |
| Креспо 11’, 60’ · Ајмар 76’ · Тевез 84’ | (Извештај) | Џонсон 9’ (пен.) |

| Сједињене Државе | 1:3        | Парагвај                                 |
| ---------------- | ---------- | ---------------------------------------- |
| Кларк 35’        | (Извештај) | Барето 29’ · Кардозо 56’ · Кабањас 90+2’ |

| Аргентина                                              | 4:2        | Колумбија                    |
| ------------------------------------------------------ | ---------- | ---------------------------- |
| Креспо 20’ (пен.) · Рикелме 34’, 45’ · Д. Милито 90+1’ | (Извештај) | Е. Переа 10’ · Кастриљон 76’ |

| Сједињене Државе | 0:1        | Колумбија     |
| ---------------- | ---------- | ------------- |
|                  | (Извештај) | Кастриљон 15’ |

| Аргентина     | 1:0        | Парагвај |
| ------------- | ---------- | -------- |
| Маскерано 79’ | (Извештај) |          |

### Рангирање трећепласираних репрезентација
На крају прве фазе направљено је рангирање трећепласираних екипа из сваке групе. Два трећепласирана тима са најбољим резултатом пласирала су се у четвртфинале.

| Г | Тим       | О | П | Н | И | ГД | ГП | ГР | Бод. |
| - | --------- | - | - | - | - | -- | -- | -- | ---- |
| Б | Чиле      | 3 | 1 | 1 | 1 | 3  | 5  | −2 | 4    |
| А | Уругвај   | 3 | 1 | 1 | 1 | 1  | 3  | −2 | 4    |
| Ц | Колумбија | 3 | 1 | 0 | 2 | 3  | 9  | −6 | 3    |

 Уругвај и  Чиле су се пласирали у четвртфинале такмичења.

## Нокаут фаза
|  | Четвртфинале            | Четвртфинале              |                     |       | Полуфинале  | Полуфинале  |  |  | Финале | Финале |
|  |                         |                           |                     |       |             |             |  |  |        |        |
|  | 7. јул – Сан Кристобал  |                           |                     |       |             |             |  |  |        |        |
|  |                         |                           |                     |       |             |             |  |  |        |        |
|  | Венецуела               | 1                         |                     |       |             |             |  |  |        |        |
|  | Венецуела               | 1                         | 10. јул – Маракаибо |       |             |             |  |  |        |        |
|  | Уругвај                 | 4                         |                     |       |             |             |  |  |        |        |
|  | Уругвај                 | 4                         | Уругвај             | 2 (4) |             |             |  |  |        |        |
|  | 7. јул – Пуерто ла Круз |                           | Уругвај             | 2 (4) |             |             |  |  |        |        |
|  |                         | Бразил                    | 2 (5)               |       |             |             |  |  |        |        |
|  | Чиле                    | Бразил                    | 2 (5)               | 1     |             |             |  |  |        |        |
|  | Чиле                    |                           | 15. јул – Маракаибо | 1     |             |             |  |  |        |        |
|  | Бразил                  | 6                         |                     |       |             |             |  |  |        |        |
|  | Бразил                  | 6                         | Бразил              | 3     |             |             |  |  |        |        |
|  | 8. јул – Матурин        |                           | Бразил              | 3     |             |             |  |  |        |        |
|  |                         | Аргентина                 | 0                   |       |             |             |  |  |        |        |
|  | Мексико                 | Аргентина                 | 0                   | 6     |             |             |  |  |        |        |
|  | Мексико                 | 11. јул – Сијудад Гвајана |                     | 6     |             |             |  |  |        |        |
|  | Парагвај                | 0                         |                     |       |             |             |  |  |        |        |
|  | Парагвај                | 0                         | Мексико             | 0     |             |             |  |  |        |        |
|  | 8. јул – Баркисимето    |                           | Мексико             | 0     |             |             |  |  |        |        |
|  |                         | Аргентина                 | 3                   |       | Треће место | Треће место |  |  |        |        |
|  | Аргентина               | Аргентина                 | 3                   | 4     | Треће место | Треће место |  |  |        |        |
|  | Аргентина               |                           | 14. јул – Каракас   | 4     |             |             |  |  |        |        |
|  | Перу                    | 0                         |                     |       |             |             |  |  |        |        |
|  | Перу                    | 0                         | Уругвај             | 1     |             |             |  |  |        |        |
|  |                         |                           |                     |       |             |             |  |  |        |        |
|  | Мексико                 | 3                         |                     |       |             |             |  |  |        |        |
|  | Мексико                 | 3                         |                     |       |             |             |  |  |        |        |

### Четвртфинале
| Венецуела  | 1:4        | Уругвај                                        |
| ---------- | ---------- | ---------------------------------------------- |
| Аранго 41’ | (Извештај) | Форлан 38’, 90+1’ · Гарсија 64’ · Родригез 86’ |

| Чиле      | 1:6        | Бразил                                                          |
| --------- | ---------- | --------------------------------------------------------------- |
| Суазо 76’ | (Извештај) | Жуан 16’ · Баптиста 23’ · Робињо 27’, 50’ · Жосуе 68’ · Лав 85’ |

| Мексико                                                                          | 6:0        | Парагвај |
| -------------------------------------------------------------------------------- | ---------- | -------- |
| Кастиљо 5’ (пен.), 38’ · Торадо 27’ · Арсе 79’ · Бланко 87’ (пен.) · Браво 90+1’ | (Извештај) |          |

| Аргентина                                   | 4:0        | Перу |
| ------------------------------------------- | ---------- | ---- |
| Рикелме 47’, 85’ · Меси 61’ · Маскерано 75’ | (Извештај) |      |

## Полуфинале
| Уругвај                                                            | 2:2        | Бразил                                                          |
| ------------------------------------------------------------------ | ---------- | --------------------------------------------------------------- |
| Форлан 36’ · Абреу 69’                                             | (Извештај) | Маикон 13’ · Баптиста 41’                                       |
| Пенали                                                             |            |                                                                 |
| Форлан · Скоти · Гонзалез · К. Родригез · Абреу · Гарсија · Лугано | 4–5        | Робињо · Жуан · Силва · А. Алвес · Дијего · Фернандо · Жилберто |

| Мексико | 0:3        | Аргентина                                  |
| ------- | ---------- | ------------------------------------------ |
|         | (Извештај) | Хајнце 45’ · Меси 61’ · Рикелме 65’ (пен.) |

### Утакмица за треће место
| Уругвај   | 1:3        | Мексико                                      |
| --------- | ---------- | -------------------------------------------- |
| Абреу 22’ | (Извештај) | Бланко 36’ (пен.) · Браво 68’ · Гвардадо 76’ |

## Финале
| Бразил                                     | 3:0        | Аргентина |
| ------------------------------------------ | ---------- | --------- |
| Баптиста 4’ · Ајала 40’ (а.г.) · Алвес 69’ | (извештај) |           |

#### Коначна табела
| Поз                        | Репрезентација   | Ута | П | Н | И | ГД | ГП | ГР  | Бод | Ефи   |
| -------------------------- | ---------------- | --- | - | - | - | -- | -- | --- | --- | ----- |
| 1                          | Бразил           | 6   | 4 | 1 | 1 | 15 | 5  | +10 | 13  | 72.2% |
| 2                          | Аргентина        | 6   | 5 | 0 | 1 | 16 | 6  | +10 | 15  | 83.3% |
| 3                          | Мексико          | 6   | 4 | 1 | 1 | 13 | 5  | +8  | 13  | 72.2% |
| 4                          | Уругвај          | 6   | 2 | 2 | 2 | 8  | 9  | −1  | 8   | 44.4% |
| Елиминисани у четвртфиналу |                  |     |   |   |   |    |    |     |     |       |
| 5                          | Парагвај         | 4   | 2 | 0 | 2 | 8  | 8  | 0   | 6   | 50.0% |
| 6                          | Венецуела        | 4   | 1 | 2 | 1 | 5  | 6  | −1  | 5   | 41.6% |
| 7                          | Перу             | 4   | 1 | 1 | 2 | 5  | 8  | −3  | 4   | 33.3% |
| 8                          | Чиле             | 4   | 1 | 1 | 2 | 4  | 11 | −7  | 4   | 33.3% |
| Елиминисани у групној фази |                  |     |   |   |   |    |    |     |     |       |
| 9                          | Колумбија        | 3   | 1 | 0 | 2 | 3  | 9  | −6  | 3   | 33.3% |
| 10                         | Боливија         | 3   | 0 | 2 | 1 | 4  | 5  | −1  | 2   | 22.2% |
| 11                         | Еквадор          | 3   | 0 | 0 | 3 | 3  | 6  | −3  | 0   | 0.0%  |
| 12                         | Сједињене Државе | 3   | 0 | 0 | 3 | 2  | 8  | −6  | 0   | 0.0%  |

## Листа стрелаца
На овом првенству укупно 53 стрелаца је постигло 86 голова, титулу најбољег стрелца турнира је освојио бразилац Робињо са 6 постигнутих голова.
6 голова
- Робињо

5 голова
- Рикелме

4 гола
- Кастиљо

3 гола
| - Креспо - Баптиста - Умберто | - Браво - Кабањас | - Роке - Форлан |